# Latridius kulickai
Latridius kulickai es una especie de coleóptero de la familia Latridiidae.

## Distribución geográfica
Habita en la región del Báltico.